# Триселенид дитулия
Триселенид дитулия — бинарное неорганическое соединение
тулия и селена
с формулой Tm2Se3,
кристаллы.

## Получение
- Сплавление стехиометрических количеств чистых веществ:

{\displaystyle {\mathsf {2Tm+3Se\ {\xrightarrow {1610^{o}C}}\ Tm_{2}Se_{3}}}}

## Физические свойства
Триселенид дитулия образует кристаллы
ромбической сингонии, пространственная группа F ddd, параметры ячейки a = 1,130 нм, b = 0,8044 нм, c = 2,404 нм, Z = 16
.
В другой работе сообщается о структуре
кубической сингонии, пространственная группа I 43d, параметры ячейки a = 0,85992 нм, Z = 4,
структура типа тетрафосфида тритория Th3P4 .
Соединение образуется по перитектической реакции при температуре 1610°C.